# Andrea Strnadová
Andrea Strnadová (* 28. Mai 1972 in Prag, damals ČSSR) ist eine ehemalige tschechische Tennisspielerin.

## Karriere
Strnadová gewann in ihrer Karriere auf der WTA Tour drei Doppeltitel. Auf ITF-Ebene kamen drei Einzel- und zwei Doppeltitel hinzu. 1989 gewann sie an der Seite von Eva Švíglerová den Juniorinnentitel im Doppel bei den Australian Open und den Juniorinnentitel im Einzel in Wimbledon. Ihren Triumph in Wimbledon wiederholte sie 1990.
Bei den Olympischen Spielen 1992 in Barcelona trat Strnadová an der Seite von Jana Novotná für die Tschechoslowakei im Doppel an. Sie kamen bis ins Viertelfinale, in dem sie gegen die Paarung Rachel McQuillan/Nicole Provis mit 3:6, 3:6 verloren.
Bei ihren Fed-Cup-Einsätzen für die Tschechoslowakei konnte sie zwei Siege bei drei Niederlagen verbuchen.

## Turniersiege

### Doppel
| Nr. | Datum            | Turnier   | Kategorie   | Belag           | Partnerin     | Finalgegnerinnen                  | Ergebnis |
| --- | ---------------- | --------- | ----------- | --------------- | ------------- | --------------------------------- | -------- |
| 1.  | 13. Oktober 1991 | Zürich    | WTA Tier II | Teppich (Halle) | Jana Novotná  | Zina Garrison-Jackson Lori McNeil | 6:4, 6:3 |
| 2.  | 24. Mai 1992     | Straßburg | WTA Tier IV | Sand            | Patty Fendick | Lori McNeil Mercedes Paz          | 6:3, 6:4 |
| 3.  | 21. Februar 1993 | Paris     | WTA Tier II | Teppich (Halle) | Jana Novotná  | Jo Durie Catherine Suire          | 7:6, 6:2 |

## Abschneiden bei Grand-Slam-Turnieren

### Dameneinzel
| Turnier         | 1990 | 1991 | 1992 | 1993 | 1994 | Karriere |
| --------------- | ---- | ---- | ---- | ---- | ---- | -------- |
| Australian Open | —    | 3    | 3    | 1    | —    | 3        |
| French Open     | —    | 1    | 3    | 2    | —    | 3        |
| Wimbledon       | Q2   | 3    | 2    | 2    | 1    | 3        |
| US Open         | Q1   | 2    | 3    | 1    | —    | 3        |

Zeichenerklärung: S = Turniersieg; F, HF, VF, AF = Einzug ins Finale / Halbfinale / Viertelfinale / Achtelfinale; 1, 2, 3 = Ausscheiden in der 1. / 2. / 3. Hauptrunde; Q1, Q2, Q3 = Ausscheiden in der 1. / 2. / 3. Qualifikationsrunde; nicht ausgetragen

### Damendoppel
| Turnier         | 1991 | 1992 | 1993 | 1994 | 1995 | Karriere |
| --------------- | ---- | ---- | ---- | ---- | ---- | -------- |
| Australian Open | 2    | 2    | HF   | AF   | 2    | HF       |
| French Open     | 1    | 2    | 1    | —    | —    | 2        |
| Wimbledon       | AF   | AF   | —    | 1    | —    | AF       |
| US Open         | 1    | VF   | 2    | 1    | —    | VF       |

### Mixed
| Turnier         | 1991 | 1992 | 1993 | 1994 | Karriere |
| --------------- | ---- | ---- | ---- | ---- | -------- |
| Australian Open | —    | —    | —    | 1    | 1        |
| French Open     | 1    | 1    | AF   | —    | AF       |
| Wimbledon       | 1    | VF   | 1    | 1    | VF       |
| US Open         | —    | 1    | 1    | —    | 1        |

### Juniorinneneinzel
| Turnier         | 1989 | 1990 | Karriere |
| --------------- | ---- | ---- | -------- |
| Australian Open | AF   | AF   | AF       |
| French Open     | 1    | 3    | 3        |
| Wimbledon       | S    | S    | S        |
| US Open         | 3    | —    | 3        |

### Juniorinnendoppel
| Turnier         | 1988 | 1989 | 1990 | Karriere |
| --------------- | ---- | ---- | ---- | -------- |
| Australian Open | —    | S    | —    | S        |
| French Open     | 2    | AF   | 1    | AF       |
| Wimbledon       | —    | F    | S    | S        |
| US Open         | —    | HF   | —    | HF       |